# Start the Fire (Alcazar)
Start the Fire è un singolo del gruppo musicale eurodance svedese Alcazar, pubblicato il 15 agosto 2005 dall'etichetta discografica BMG.
La canzone che ha dato il titolo al singolo è stata scritta da Billy Joel, Ken Gold e Mickey Denne e prodotta da Jonas von der Burg.
Il singolo è stato tratto dalla raccolta Dancefloor Deluxe e ha riscosso un buon successo in Svezia, Germania e Svizzera.

## Tracce
CD-Maxi (RCA 82876 72355 2 (Sony BMG) / EAN 0828767235523)
1. Start the Fire - 3:18
2. Nothing but the Video On - 3:09

## Classifiche
| Classifica (2005) | Posizione raggiunta |
| ----------------- | ------------------- |
| Svezia            | 10                  |
| Germania          | 62                  |
| Svizzera          | 87                  |